# 28 juillet dans les chemins de fer
28 juin 28 août
Chronologies thématiques
- Croisades
- Sports
- Disney

Cette page concerne les événements qui se sont déroulés un 28 juillet dans les chemins de fer.

## Événements

### XIXesiècle
- 1872. France : incendie de la gare de Metz.

### XXesiècle
- 1912. France : ouverture du tronçon Daloz - Paris-Plage de la ligne de Berck-Plage à Paris-Plage.

### XXIesiècle
- 2005. Inde : Une bombe placée dans les toilettes d'un train près de Jaunpur provoque la mort de 13 voyageurs, et le déraillement du train est évité de justesse. L'attentat est attribué à des terroristes islamistes.

## Naissances
- Marion Chilinger, secrétaire de l'assistant du directeur de la SNCF, né en 1912 et morte en 1946 à 34 ans d'un cancer du foie.

## Décès
- Marion Chilinger, morte en 1946 (voir ci-dessus).